# Paul Samuel Reinsch

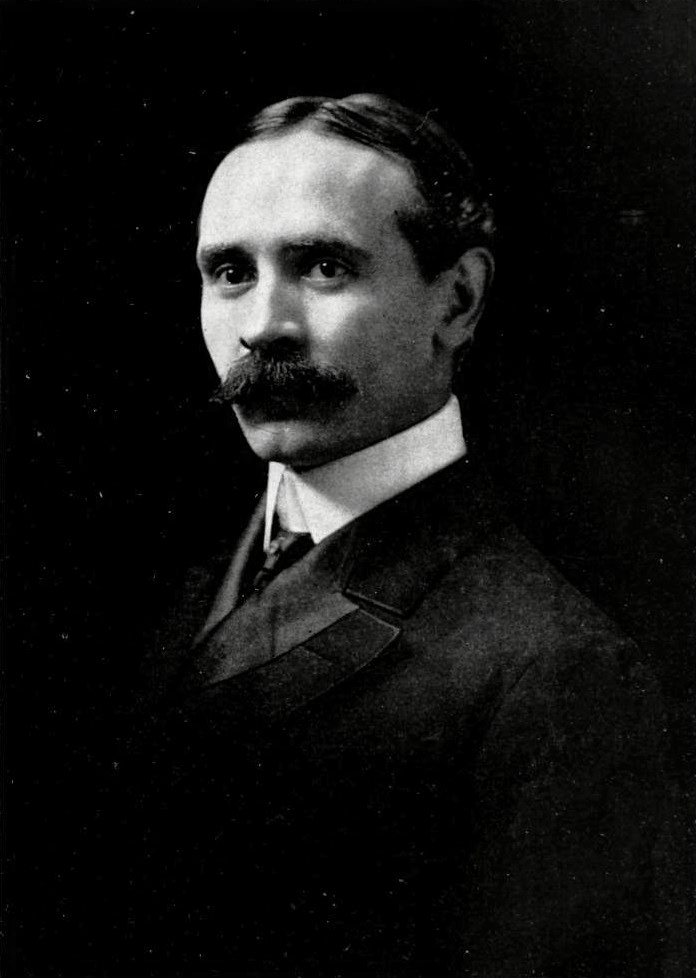
Paul Samuel Reinsch

Paul Samuel Reinsch (* 10. Juni 1869 in Milwaukee, Wisconsin; † 24. Januar 1923 in Shanghai) war ein US-amerikanischer Jurist, Politikwissenschaftler und Diplomat. Von 1913 bis 1919 war er Botschafter der Vereinigten Staaten in China. Nach seiner Rückkehr in die USA amtierte er 1919/20 als Präsident der American Political Science Association (APSA).

## Werdegang
Reinsch machte 1892 den Bachelor-Abschluss an der University of Wisconsin–Milwaukee, wo er 1894 das Examen zum Bachelor of Laws ablegte und 1898 zum Ph.D. promoviert wurde. Er blieb an der Universität und war dort erst von 1898 bis 1901 Assistenzprofessor, dann Full Professor für Politikwissenschaft, was er bis 1913 blieb. In den Jahren 1911 und 1912 war er als Roosevelt-Austauschprofessor an den Universitäten von Berlin und Leipzig tätig.
Seine ersten Erfahrungen als Diplomat als Mitglied der US-Delegationen bei der dritten panamerikanischen Konferenz in Rio de Janeiro (1906), der ersten panamerikanischen wissenschaftlichen Konferenz in Santiago de Chile, (1909) und der vierten panamerikanischen Konferenz in Buenos Aires (1910). Am 13. August 1913 ernannte ihn Präsident Woodrow Wilson zum Botschafter in der Republik China (Minister to China). 1919 trat er wegen Unstimmigkeiten mit Wilson von seinem Amt zurück und wurde als Berater der chinesischen Regierung tätig.
1920 kandidierte Reinsch als Vertreter der Demokratischen Partei in Wisconsin für den Senat der Vereinigten Staaten, wurde aber nur Dritter hinter dem siegreichen republikanischen Amtsinhaber Irvine Lenroot und dem unabhängigen Bewerber James Thompson.

## Schriften (Auswahl)
- An American diplomat in China. Doubleday, Page & Company, New Yrk/Toronto 1922
- Intellectual and political currents in the Far East. Houghton Mifflin Company, Boston/New York 1911.
- Civil government. B. H. Sanborn & Co., Boston/New York 1909.
- Colonial administration. Macmillan, New York 1905.